# SŽD-Baureihe ТЭ5
Die Lokomotive der Baureihe ТЭ5 (deutsche Transkription TE 5) der Sowjetischen Eisenbahnen (SŽD) war eine breitspurige Diesellokomotive, die als Ableitung der bekannten ТЭ1 erschien.

## Geschichte

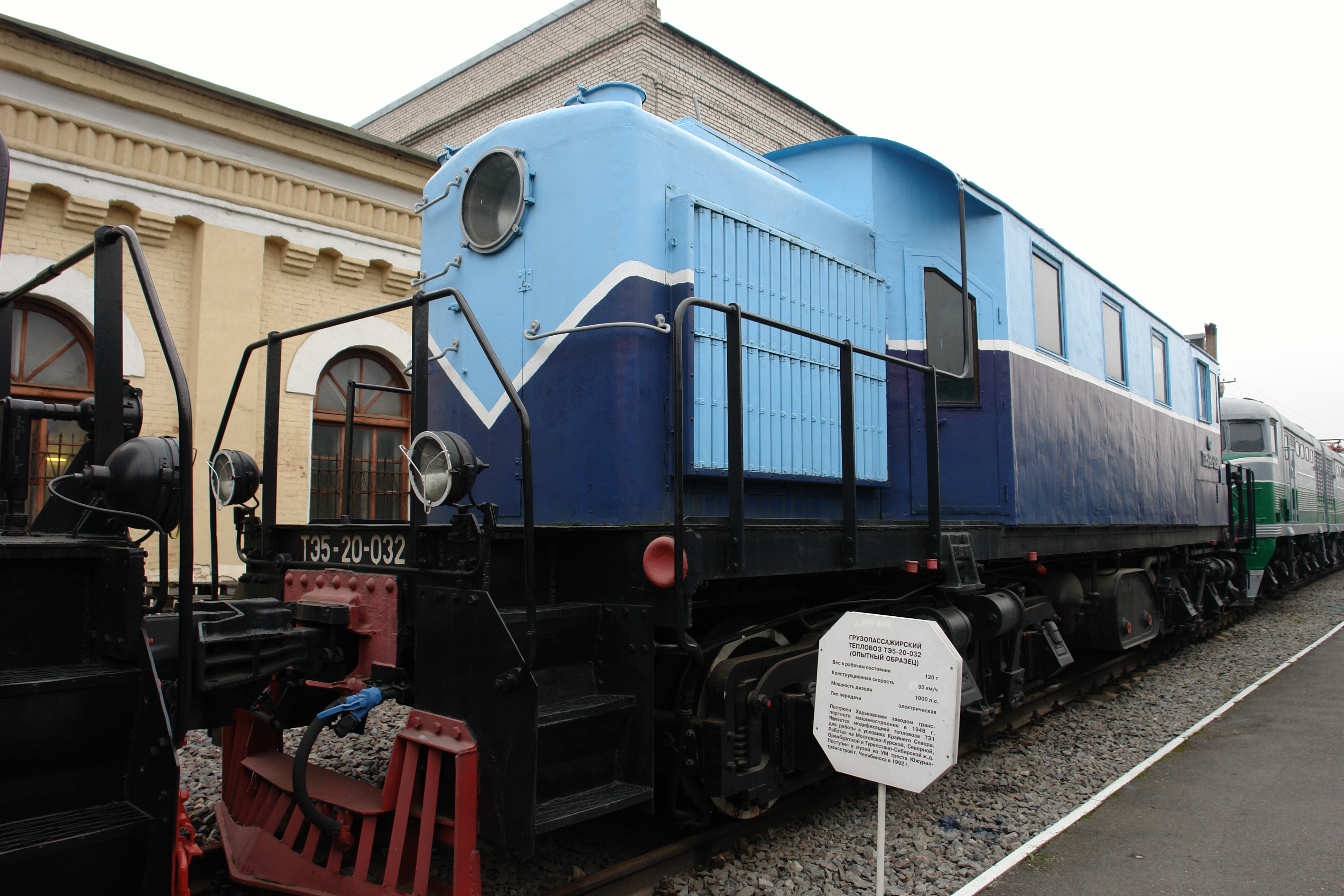
Ansicht der Diesellokomotive von der Rückfront

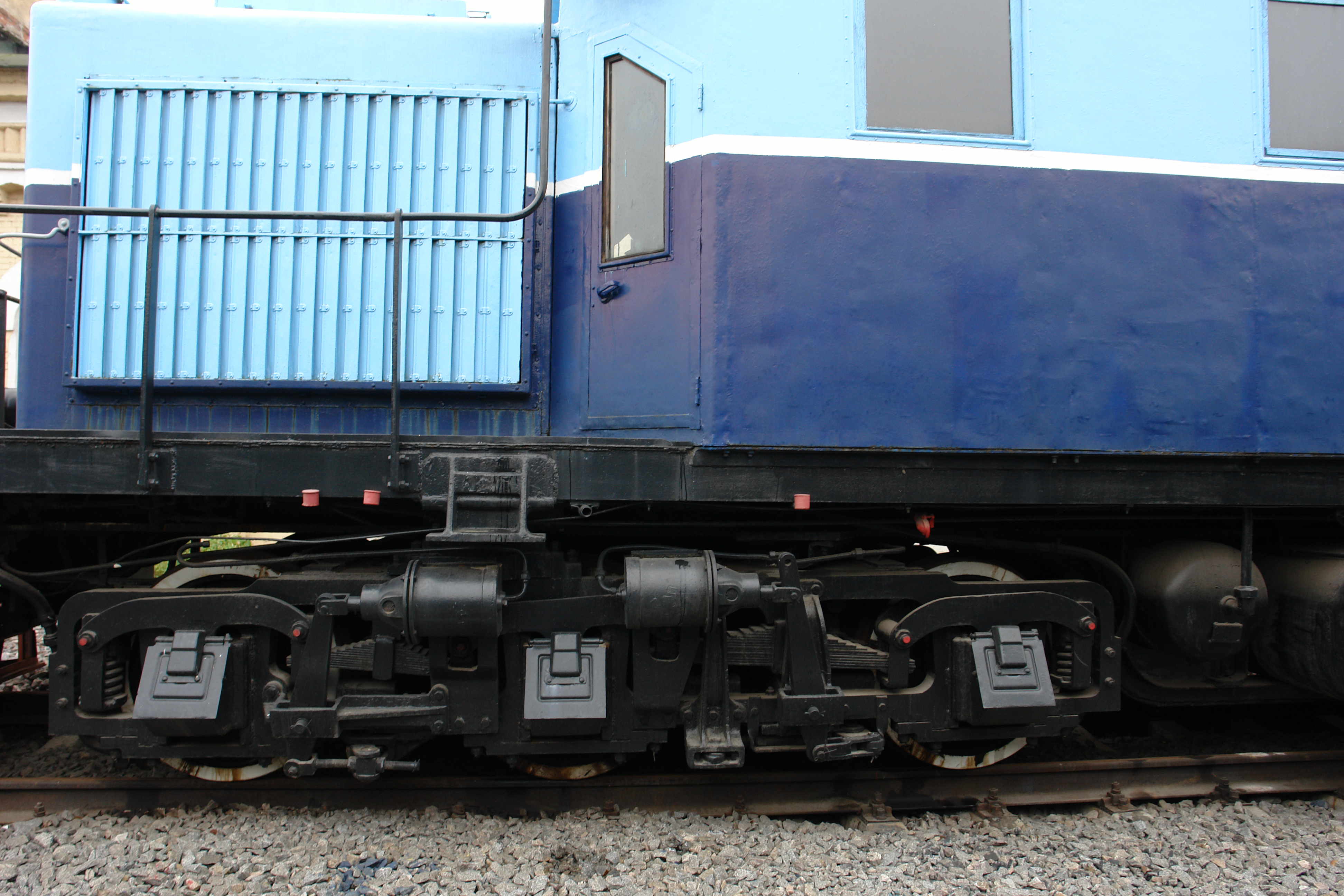
Ansicht des Drehgestells und der Kühlanlage der Diesellokomotive

1948 lieferte die Lokomotivfabrik Charkow zwei (andere Quellen berichten von fünf) Experimental-Diesellokomotiven aus, die auf der Basisvariante der ТЭ1 für den Betrieb in klimatisch exponierten Gebieten (in erster Reihe die nördlichen Regionen der ehemaligen Sowjetunion) vorgesehen war.
Bei ihr waren der Dieselmotor, die Batterie und der Turbolader in einer Kammer in Waggonform angeordnet. In der üblichen Vorbauform waren hinten der Kühler und vorn die Warmhalteeinrichtung für den Dieselmotor untergebracht. Diese war als Dampfkessel ausgeführt. Sicherlich etwas unpassend gegenüber der Basisversion war, dass die Lokomotive dadurch bei Rückwärtsfahrt die Sichtverhältnisse für den Lokführer einschränkten. In der übrigen Konstruktion besaß die ТЭ5 keine Unterschiede zu der ТЭ1.
Erprobt wurde die Lokomotive in dem Depot Moskau Personenzug der Direktion Moskau-Kursk. Danach wurde sie in das Depot Njandoma der Sewernaja schelesnaja doroga zum Betriebseinsatz abgegeben. In die Serienproduktion ging die Baureihe nicht, da zur selben Zeit die SŽD-Baureihe ТЭ2 erschien, die einerseits moderner und andererseits auch leistungsstärker war. In dem Eisenbahnmuseum Sankt Petersburg Warschauer Bahnhof ist die ТЭ5-032 als Standobjekt erhalten geblieben.